# Extincția Triasic–Jurasic
Graficul albastru prezintă procentajul aparent (nu numărul absolut) de genuri de animale marine pe cale de dispariție în timpul unui interval de timp dat. Nu reprezintă toate speciile marine, doar speciile marine fosilizate. Primele 5 exticții ca mărime au legături pentru mai multe detalii. 
Sursa și informații despre grafic
Extincția Triasic–Jurasic marchează granița dintre Triasic și Jurasic, în urmă cu 201,3 milioane de ani, și este unul dintre evenimentele majore de extincție ale eonului Fanerozoic, afectând profund viața pe uscat și în oceane. În mări, a dispărut o întreagă clasă (Conodont) și 23–34% din genurile marine. Pe uscat, cei mai mulți archosauri non-dinozauri, majoritatea terapsidelor și majoritatea amfibienilor mari au fost eliminați.
Cea mai probabilă ipoteză consideră că extincția ar fi putut fi cauzat de erupții vulcanice masive în provincia magmatică a Atlanticului Central. S-a propus ipoteza impactului cu un asteroid ca posibilă cauză a crizei, însă dovezile care indică acest scenariu sunt slabe. Alte teorii indică schimbări climatice, modificări ale nivelului mării și anoxia.

## Efecte
Acest eveniment a vacantat nișe ecologice terestre, permițând dinozaurilor să-și asume rolurile dominante în perioada jurasică. Acest eveniment s-a petrecut în mai puțin de 10.000 de ani și s-a produs chiar înainte ca Pangea să înceapă să se despartă. În zona Tübingen (Germania), se poate găsi un strat geologic osos triasic-jurasic, caracteristic pentru această graniță.
Extincția marchează și o distrugere florală. Aproximativ 60% din diversele ansambluri de polen monosacat și bisacat dispar la limita Triasic – Jurasic, ceea ce indică o extincție majoră a genurilor vegetale. Ansamblurile polenice jurasice timpurii sunt dominate de Corollina , un nou gen care a profitat de nișele goale lăsate de extincție.
Analiza statistică a pierderilor marine sugerează că scăderea diversității a fost cauzată mai mult de o scădere a specializării decât de o creștere a ratei de extincție.

### Organisme marine

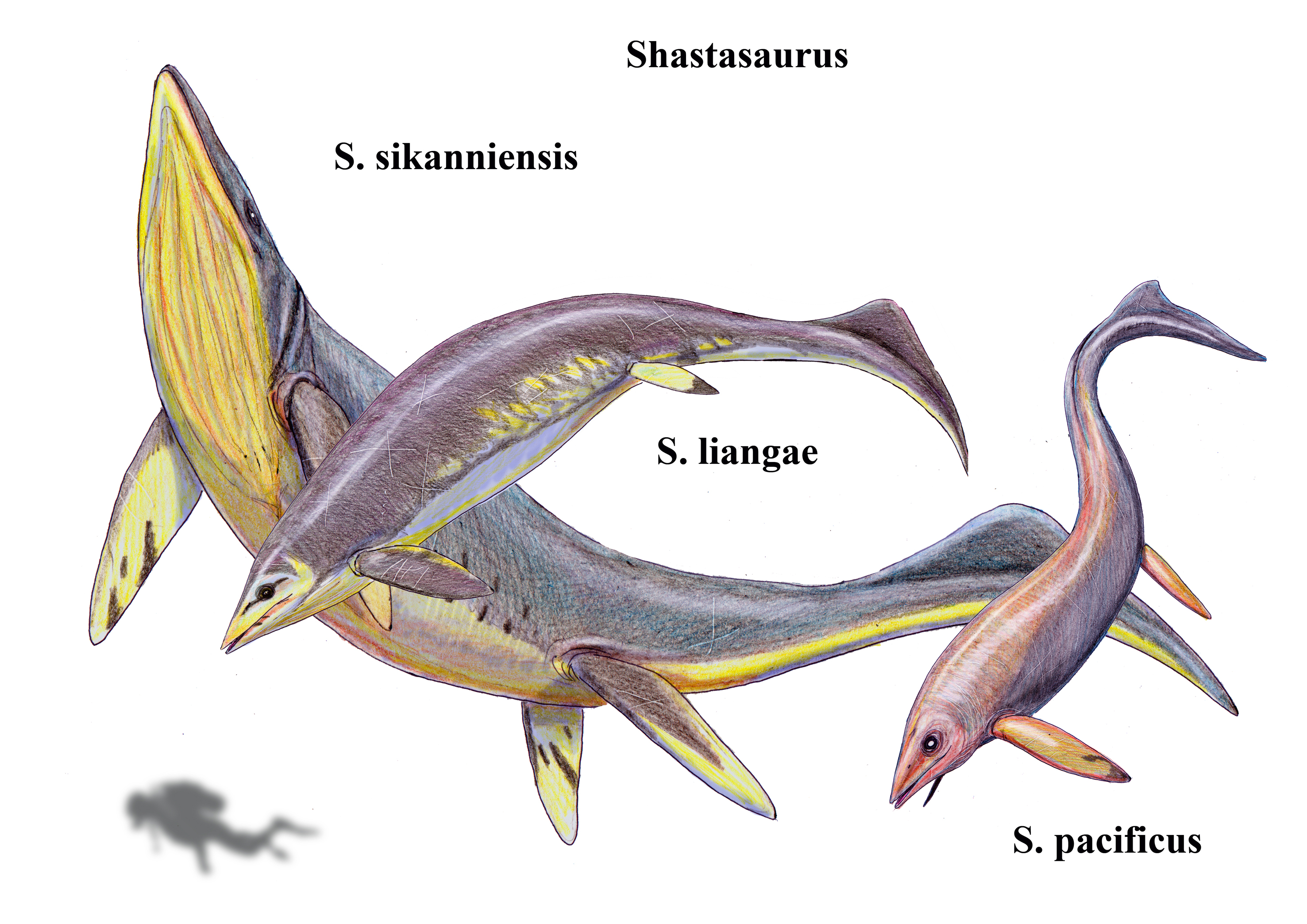
3 specii de Shastasauridae mari care au dispărut la sfârșitul Triasicului: Shonisaurus sikanniensis (21 metri lungime), Guanlingsaurus liangae (8,30 metri lungime), Shastasaurus pacificus (6 metri lungime).

Peștele nu a suferit o extincție în masă la sfârșitul Triasicului. Triasicul târziu, în general, a cunoscut o scădere treptată a diversității actinopterygiiene după o explozie evolutivă în Triasicul mijlociu. Deși acest lucru s-ar fi putut datora scăderii nivelului mării, poate fi rezultatul unor interpretări greșite având în vedere că peștele din Triasicul mijlociu a fost mai mult studiat decât peștii din Triasicul târziu. În ciuda scăderii aparente a diversității, neopterygiienii (care includ majoritatea peștilor osoși moderni) au suferit mai puțin decât mulți actinopterigeni „primitivi”.
La fel ca peștele, reptilele marine au cunoscut o scădere substanțială a diversității între Triasicul mijlociu și Jurasic. Cu toate acestea, rata de extincție a acestora la limita triasic-jurasic nu a fost mare. Cele mai mari rate de extincție experimentate de reptilele marine mezozoice s-au produs de fapt la sfârșitul etapei Ladinian, ceea ce corespunde cu sfârșitul Triasicului mijlociu. Singurele familii de reptile marine care au dispărut înainte de granița Triasic-Jurasic au fost placochelyidele (ultima familie de placodonți) și ihtiozauri uriași, cum ar fi shastasauridele și shonisauridele. Totuși, unii autori au susținut că sfârșitul Triasicului a acționat ca o „gâtuire” genetică pentru ihtiozauri, care nu și-au mai recăpătat niciodată nivelul diversității pe care l-au avut în timpul Triasicului.
Printre nevertebratele marine, cele mai semnificative repercusiuni ale extincției în masă au avut loc în rândul conodonților și amonoizilor: primii, aflați deja în criză de ceva vreme, au murit pentru totdeauna. Amonoizii au fost încă bine reprezentați de 20 de familii în perioada triasică; cu toate acestea, în straturile finale ale acestei perioade se arată o dispariție mai mult sau mai puțin gradată care a culminat cu evenimentul de extincție în masă. O singură familie de amonoizi, Psiloceratidae, se regăsește în Jurasicul timpuriu; printre altele, această familie va deveni baza de la care va porni marea ramificare a amonoizilor din Jurasic și Cretacic.
Bivalvele, foarte bine reprezentate în Triasicul superior, au continuat să fie prezente în Jurasic, cu o pierdere destul de limitată a genurilor (15-33%) în diferite secțiuni europene. Dintre brachiopode disparițiile au fost mai semnificative, în timp ce dispariția coralilor bioconstructori a fost și mai gravă: doar o cincime din genuri au supraviețuit.

### Organisme terestre

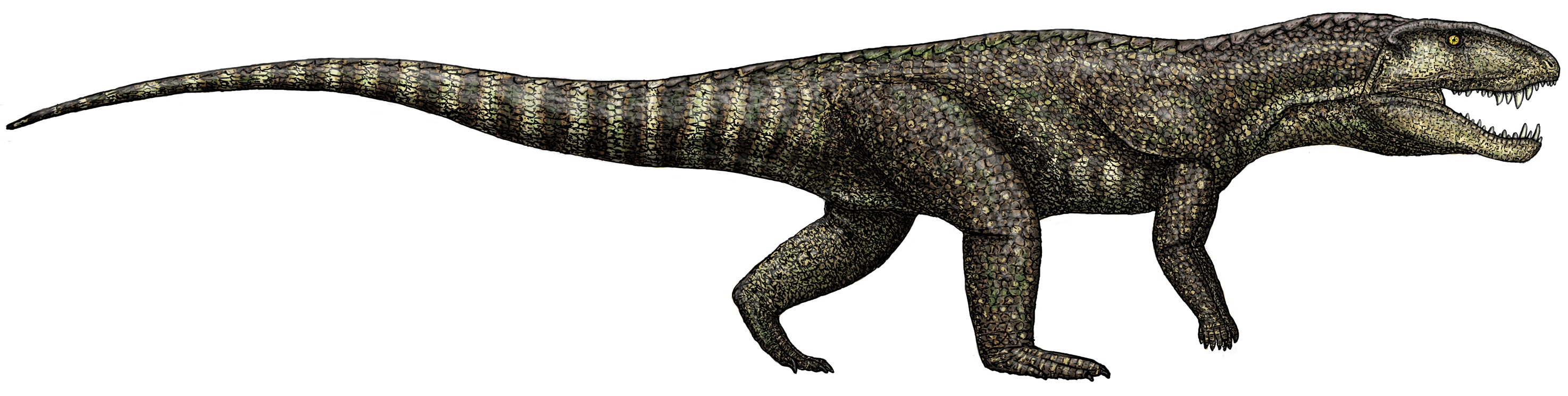
Postosuchus kirkpatricki, un rauisuchide care a dispărut la granița Triasic-Jurasic

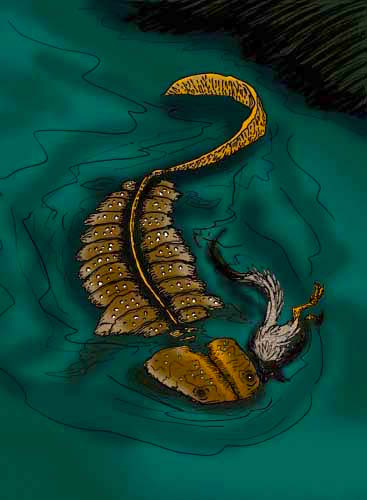
Uriașul amfibian Koolasuchus a reușit să supraviețuiască extincției.

Una dintre primele dovezi pentru extincția triasică târzie a fost o distrugere majoră în rândul tetrapodelor terestre, cum ar fi amfibieni, reptile și sinapside. Paleontologul american Edwin H. Colbert a făcut o paralelă între sistemul de extincție și adaptare între granițele Triasic-Jurasic și Cretacic-Paleogen. El a putut recunoște cum dinozaurii, lepidozaurii (șopârlele și rudele lor) și crocodiliformele (crocodilieni și rudele lor) au umplut nișele mai multor grupuri vechi de amfibieni și reptile care au dispărut la începutul Jurasicului. Trebuie menționat că succesul noilor dominatori nu a fost cauzat atât de o competitivitate mai mare în comparație cu predecesorii lor, ci mai degrabă de dispariția acestora din urmă în urma extincției în masă, ceea ce a permis radiații oportuniste în nișele ecologice puse la dispoziție. Olson (1987) a estimat că 42% din totalul tetrapodelor terestre au dispărut la sfârșitul Triasicului, pe baza studiilor sale asupra modificărilor faunale din Supergrupul Newark din estul Americii de Nord. Studii mai moderne au dezbătut dacă distrugerea tetrapodelor triasice a fost bruscă la sfârșitul Triasicului sau mai degrabă graduală.
În timpul Triasicului, amfibienii erau reprezentați în principal de membrii mari, asemănători cu crocodilii, ai ordinului Temnospondyli. Deși primii lisamfibieni (amfibieni moderni, cum ar fi broaștele și salamandrele) au apărut în timpul Triasicului, acestea ar fi devenit mai frecvente în Jurasic, în timp ce temnospondilii s-au diminuat în diversitate după granița Triasic-Jurasic. Declinul temnospondilelor a trimis valuri de șoc prin ecosistemele de apă dulce, însă probabil că dispariția nu a fost atât de bruscă pe cât au sugerat unii autori. Brachyopoidea, de exemplu, a supraviețuit până în  Cretacic, conform noilor descoperiri din anii '90. Câteva grupuri de temnospondil au dispărut aproape de sfârșitul Triasicului, în ciuda abundenței anterioare, dar nu este sigur cât de apropiată a fost extincția lor de sfârșitul Triasicului.
Fauna reptilă terestră a fost dominată de arhosauromorfi în timpul Triasicului, în special fitosauri și membri Pseudosuchia (linia reptilelor care duce la crocodilienii moderni). În Jurasicul timpuriu și mai târziu, dinozaurii și pterosaurii au devenit cele mai comune reptile terestre, în timp ce reptilele mici erau reprezentate în cea mai mare parte de lepidosauromorfi (precum șopârle și rudele sale). Dintre pseudosucieni, numai crocodinomorfii mici nu au dispărut până la sfârșitul Triassicului, atât subgrupurile erbivore dominante (cum ar fi  aetosaurii), cât și cele carnivore (rauisuchidele) au dispărut. Fitosaurii, drepanozaurii, trilofozaurii, tanystropheidele și procolofonidele, care erau reptile comune în Triasicul târziu, au devenit extincte la începutul Jurasicului. Cu toate acestea, identificarea dispariției acestor diferite grupuri de reptile terestre este dificilă, deoarece ultima perioadă a Triasicului (Rhaetian) și a primei perioade a Jurasicului (Hettangian) au fiecare câteva înregistrări cu animale terestre mari. Din diferitele grupuri despre care se știe că au dispărut în Triasicul târziu, doar fitosaurii, procolofonidele și, posibil, unele paracrocodilomorfe primitive sunt cunoscute din fosile considerate a fi în apropierea graniței Triasic-Jurasic, iar alte grupuri ar fi putut să dispară mai devreme.

## Teorii actuale
Au fost sugerate mai multe explicații pentru acest eveniment, dar nici una nu s-a dovedit încă convingătoare ca o cauză exclusivă.

### Procese graduale
Este posibil ca schimbările climatice treptate, fluctuațiile nivelului mării sau un puls de acidifiere oceanică în timpul Triasicului târziu să fi atins un punct de vârf. Cu toate acestea, efectul unor astfel de procese asupra grupelor de animale și plante triasice nu este bine înțeles.
Extincțiile de la sfârșitul Triasicului au fost atribuite inițial unui mediu care s-a schimbat treptat. În cadrul studiului său din 1958, propunerea lui Edwin H. Colbert a fost aceea că această extincție a fost rezultatul proceselor geologice care au scăzut diversitatea biomilor tereștri. El a considerat perioada triasică ca fiind o epocă a lumii care s-a confruntat cu o varietate de medii, de la înălțimi terestre până la deșerturi aride și la mlaștini tropicale. Pe de altă parte, perioada jurasică a fost mult mai uniformă atât în ceea ce privește climatul, cât și altitudine.
Studiile ulterioare au observat o tendință clară spre o aridificare sporită spre sfârșitul Triasicului. Deși zonele cu latitudine înaltă, cum ar fi Groenlanda și Australia, au devenit de fapt mai umede, cea mai mare parte a lumii a cunoscut schimbări mai drastice ale climatului, după cum indică dovezile geologice. Aceste dovezi includ o creștere a depozitelor de carbonat și evaporit (care sunt cele mai abundente în climele uscate) și o scădere a depozitelor de cărbune (care se formează în principal în medii umede, cum ar fi pădurile de cărbune). În plus, climatul poate să devină mult mai sezonier, cu secete lungi întrerupte de musoni puternici.
Formațiile geologice din Europa par să indice o scădere a nivelului mării în Triasicul târziu și apoi o creștere în timpul Jurasicului timpuriu. Deși scăderea nivelului mării a fost uneori considerată vinovată pentru extincțiile marine, dovezile nu sunt concludente, deoarece multe scăderi ale nivelului mării din istoria geologică nu sunt corelate cu extincțiile crescute. Totuși, există unele dovezi că viața marină a fost afectată de procesele secundare legate de scăderea nivelului mării, cum ar fi scăderea oxigenării (cauzată de circulația lentă) sau o acidifiere crescută. Se pare că aceste procese nu au fost la nivel mondial, dar pot explica extincția locală a faunei marine europene.

### Impact extraterestru

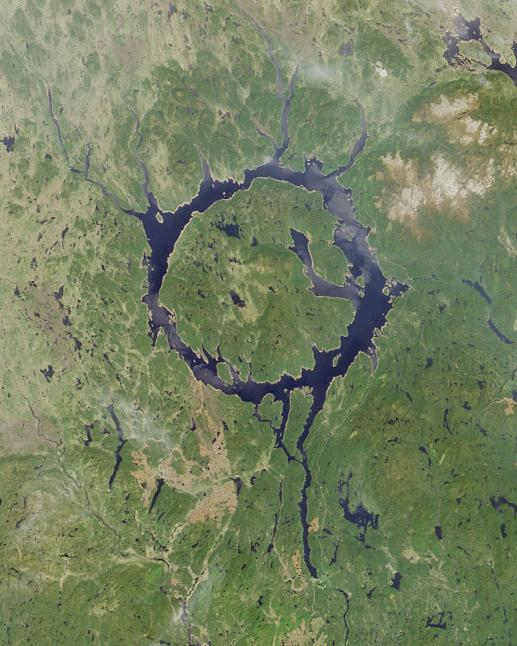
Craterul Manicouagan din Quebec, un crater masiv format dintr-un impact în Triasicul târziu. Datarea radiometrică a stabilit că este cu aproximativ 13 milioane de ani mai veche decât granița Triasic-Jurasic și, prin urmare, un candidat improbabil pentru extincția în masă.

Unii au teoretizat că un impact cu un asteroid sau o cometă ar fi putut provoca extincția Triasic-Jurasic, similar cu obiectului extraterestru care a fost principalul factor în Extincția Cretacic-Paleogen, în urmă cu aproximativ 66 de milioane de ani, după cum demonstrează craterul Chicxulub din Mexic. Până în prezent, nici un crater de impact de dimensiuni suficiente nu a fost datat să coincidă exact cu limita Triasic-Jurasic.
Cu toate acestea, Triasicul târziu a cunoscut mai multe impacturi, inclusiv al doilea impact ca mărime din Mezozoic. Craterul Manicouagan din Quebec este unul dintre cele mai vizibile cratere de impact de pe Terra, având 100 km în diametru. Olsen și colab. (1987) au fost primii oameni de știință care au legat craterul Manicouagan de extincția Triasic-Jurasic, pe baza vechimii acestuia, considerat că s-a întâmplat în Triasicul târziu. Datarea radiometrică (1992) a arătat că impactul Manicouagan a avut loc cu aproximativ 214 milioane de ani în urmă, cu aproximativ 13 milioane de ani înainte de granița Triasic-Jurasic. Prin urmare, nu ar fi putut fi responsabilă pentru o extincție tocmai la limita Triasic-Jurasic. Cu toate acestea, impactul Manicougan a avut un efect pe scară largă asupra planetei; o pătură provocată de impact veche de 214 milioane de ani de cuarț șocat a fost găsită în straturile de rocă chiar și în îndepărtatele Anglia  și Japonia. Există încă posibilitatea ca impactul Manicouagan să fie responsabil pentru o mică extincție la jumătatea Triasicului târziu, la granița Carnian-Norian, deși vârsta disputată a acestei granițe (și în primul rând dacă a avut loc o extincție) face dificil să se coreleze impactul cu extincția. Onoue și colab. (2016) au propus în mod alternativ că impactul Manicouagan a fost responsabil pentru o extincție marină în Norianul mijlociu, care a afectat  radiolarieni, bureți, conodonturi și amonoizi triasici. Astfel, impactul Manicouagan ar fi putut fi parțial responsabil pentru declinul treptat al ultimelor două grupuri, care a culminat cu extincția lor la limita Triasic-Jurasic.
Alte cratere triasice sunt mai aproape de granița Triasic-Jurasic, dar și mult mai mici decât craterul Manicouagan. Craterul Rochechouart din Franța a fost datat recent la o vechime de 201 ± 2 milioane de ani în urmă, dar se pare că este prea mic pentru a putea afecta ecosistemul. Alte cratere triasice includ craterul Puchezh-Katunki din Rusia de Est cu un diametru de 80 km (deși ar putea avea o vârstă jurasică), craterul Saint Martin din Manitoba cu un diametru de 40 km, craterul Obolon' din Ucraina cu un diametru de 15 km, și craterul Red Wing din Dakota de Nord cu un diametru de 9 km. Spray și colab. (1998) au remarcat un fenomen interesant, și anume modul în care craterele Manicoagan, Rochechoart și Saint Martin par să fie toate la aceeași latitudine iar craterele Obolon și Wing Red formează arcuri paralele cu craterele Rochechoart și Saint Martin. Ei au emis ipoteza că Triasicul a cunoscut un „eveniment de impact multiplu”, un asteroid mare fragmentat sau o cometă care s-a separat și a afectat pământul în mai multe locuri în același timp. Un astfel de impact a fost observat în zilele noastre, când Cometa Shoemaker-Levy 9 s-a despărțit și a lovit planeta Jupiter în 1992. Totuși, ipoteza „evenimentului de impact multiplu” pentru craterele triasice nu a fost bine susținută; Kent (1998) a remarcat că craterele Manicouagan și Rochechoart s-au format în epoci cu polaritate magnetică diferită, și datarea radiometrică a craterelor individuale a arătat că impacturile au avut loc la distențe de milioane de ani între ele.

### Erupții vulcanice
Erupții vulcanice masive, în special cele din provincia magmatică a Atlanticului Central (CAMP), ar fi eliberat dioxid de carbon sau dioxid de sulf și aerosoli, ceea ce ar fi provocat fie o încălzire globală intensă, fie o răcire.  Înregistrarea degazării CAMP arată câteva impulsuri distincte de dioxid de carbon imediat după fiecare impuls major al magmatismului, cel puțin două reprezentând o dublare a CO2 atmosferic.